# العلاقات الأوكرانية الكوبية
العلاقات الأوكرانية الكوبية هي العلاقات الثنائية التي تجمع بين أوكرانيا وكوبا.

## مقارنة بين البلدين
هذه مقارنة عامة ومرجعية للدولتين:
| وجه المقارنة                                              | أوكرانيا                                   | كوبا                              |
| --------------------------------------------------------- | ------------------------------------------ | --------------------------------- |
| المساحة (كم2)                                             | 603.63 ألف                                 | 109.88 ألف                        |
| عدد السكان (نسمة)                                         | 45.55 مليون                                | 11.48 مليون                       |
| الكثافة السكانية (ن./كم²)                                 | 75.46                                      | 104.48                            |
| العاصمة                                                   | كييف                                       | هافانا                            |
| اللغة الرسمية                                             | اللغة الأوكرانية                           | اللغة الإسبانية                   |
| العملة                                                    | هريفنا أوكرانية، كاربوفانيتس، روبل سوفييتي | بيزو كوبي، بيزو كوبي قابل للتحويل |
| الناتج المحلي الإجمالي (بليون دولار)                      | 112.15 مليار                               | 87.13 مليار                       |
| الناتج المحلي الإجمالي (تعادل القوة الشرائية) بليون دولار | 352.98 مليار                               |                                   |
| الناتج المحلي الإجمالي الاسمي للفرد دولار أمريكي          | 2.11 ألف                                   |                                   |
| الناتج المحلي الإجمالي للفرد دولار أمريكي                 | 8.66 ألف                                   |                                   |
| مؤشر التنمية البشرية                                      | 0.747                                      | 0.769                             |
| رمز المكالمات الدولي                                      | +380                                       | +53                               |
| رمز الإنترنت                                              | .ua، .укр ‏                                 | .cu                               |
| المنطقة الزمنية                                           | ت ع م+02:00، ت ع م+03:00، توقيت شرق أوروبا | 00                                |

## منظمات دولية مشتركة
يشترك البلدان في عضوية مجموعة من المنظمات الدولية، منها:
| علم المنظمة | اسم المنظمة                   | تاريخ انضمام أوكرانيا | تاريخ انضمام كوبا |
| ----------- | ----------------------------- | --------------------- | ----------------- |
|             | يونسكو                        | 12 مايو 1954          | 29 أغسطس 1947     |
|             | منظمة حظر الأسلحة الكيميائية  | ?                     | ?                 |
|             | منظمة التجارة العالمية        | 16 مايو 2008          | ?                 |
|             | الاتحاد البريدي العالمي       | ?                     | ?                 |
|             | منظمة الشرطة الجنائية الدولية | ?                     | ?                 |
|             | الأمم المتحدة                 | 24 أكتوبر 1945        | 24 أكتوبر 1945    |
|             | الاتحاد الدولي للاتصالات      | 7 مايو 1947           | 16 يناير 1918     |
|             | المنظمة الهيدروغرافية الدولية | ?                     | ?                 |

## وصلات خارجية
- موقع وزارة الخارجية الأوكرانية
- موقع وزارة الخارجية الكوبية